# Schronisko na Prełucznym
Schronisko PTT na Prełucznym – schronisko turystyczne położone w Górach Czywczyńskich istniejące w końcu lat 30. XX wieku.
Budynek schroniska znajdował się na stokach Prełucznego na wysokości ok. 1520–1525 m n.p.m., 500 m powyżej klauzy Perkałab na Białym Czeremoszu. Było to najdalej na południe wysunięte schronisko turystyczne oraz – wraz z budynkiem zarządu pobliskiej klauzy – domostwo ówczesnej Polski.
Obiekt powstał na potrzeby badań prowadzonych w okolicy przez Państwowy Instytut Geologiczny. Po zakończeniu prac budynki, mieszkalny i gospodarczy, zostały bezpłatnie przekazane Oddziałowi Kosowskiemu Polskiego Towarzystwa Tatrzańskiego, który w 1937 roku zaadaptował je na schronisko turystyczne. Prace, częściowo dofinansowane przez PUWFiPW pochłonęły kwotę 800 zł. W ich efekcie turystom oferowano 10 miejsc noclegowych na siennikach, które udostępniono jeszcze przed końcem tegoż roku. W 1938 roku położony z dala od popularnych szlaków turystycznych i trudno dostępny obiekt (105 km i 26 godzin marszu od najbliższej stacji kolejowej w Worochcie) udzielił zaledwie 16 noclegów.
Schronisko pod koniec 1938 roku nie było jeszcze w pełni wyposażone (prawdopodobnie stan ten nie zmienił się i później), a w czasie II wojny światowej uległo całkowitemu zniszczeniu.

## Turystyka
Schronisko położone było w pobliżu nieznakowanego szlaku ze schroniska na Bałtagule do klauzy Perkałab na Białym Czeremoszu. Przewidywano, że jego uruchomienie pozwoli na wyprawy na pogranicze polsko-rumuńskie (Palenica, Hnatasia), czy wręcz na terytorium Rumunii po zawarciu oczekiwanej w latach 30. polsko-rumuńskiej konwencji turystycznej.